# Sebka

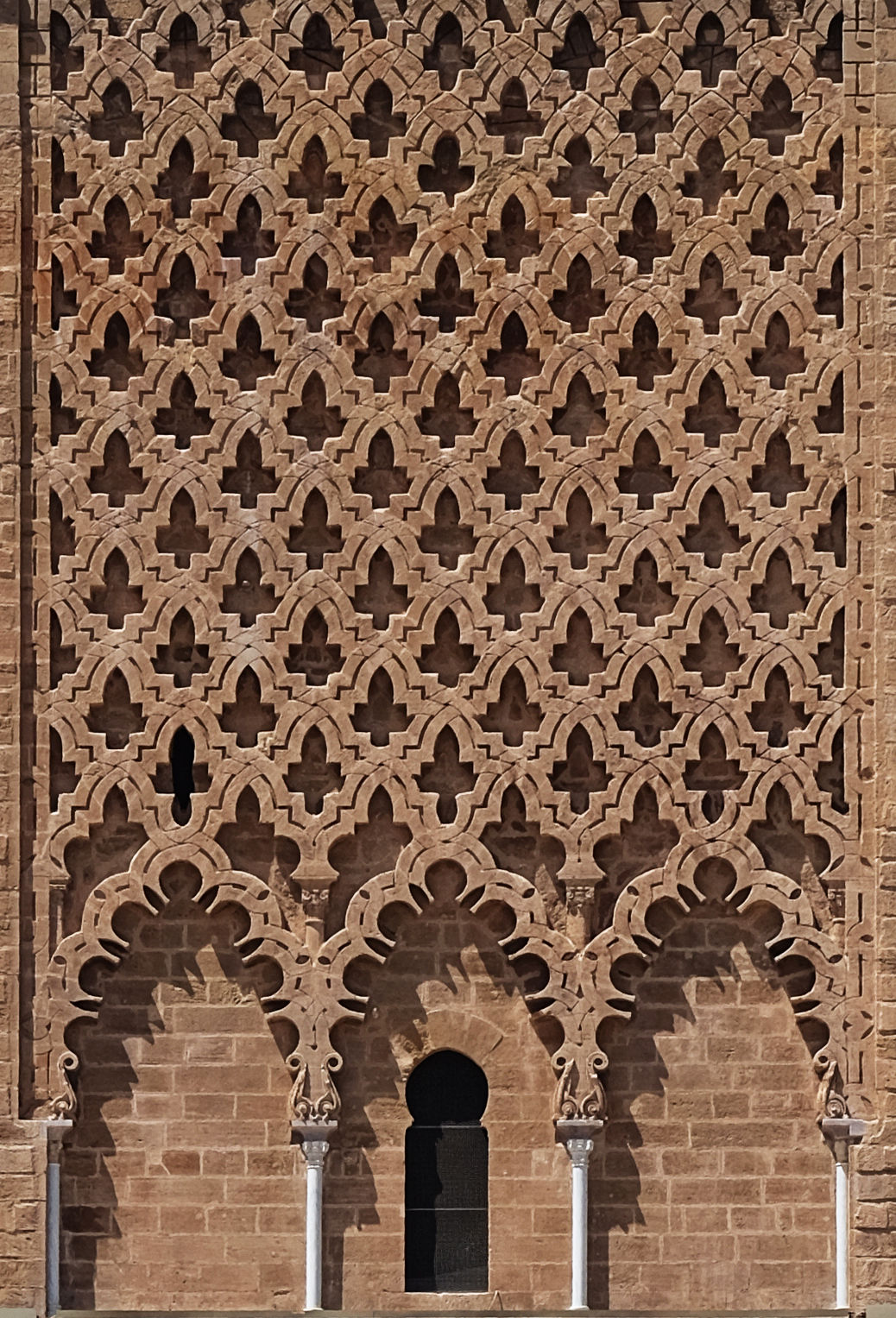
Un motivo sebka su una delle facciate della Torre di Hassan a Rabat, in Marocco

Sebka (in arabo شبكة‎?, che in italiano significa rete) in architettura è un motivo decorativo a forma di griglia obliqua utilizzato nell'architettura moresca e in quella mudéjar.

## Storia e descrizione
I motivi intrecciati a forma di rombo erano molto utilizzati sulle superfici dei minareti e di altri elementi architettonici in Marocco e al-Andalus durante il periodo almohade (XII-XIII secolo), anche se alcuni autori come Georges Marçais ritengono che abbia avuto origine con i complessi archi intrecciati presenti nell'ampliamento del X secolo della Grande moschea di Cordova ad opera del califfo al-Hakam II.
Questa tecnica continuò a diffondersi come risorsa decorativa nell'architettura merinide e nasride fino a diventare uno degli ornamenti più comuni dell'architettura islamica occidentale, spesso in combinazione con elementi arabeschi.